# Gobernador Virasoro
Gobernador Ingeniero Valentín Virasoro, kurz auch Gobernador Virasoro oder Virasoro ist eine Stadt im Nordosten der Provinz  Corrientes in Argentinien. Sie ist seit 1923 nach dem Politiker und Ingenieur Valentin Virasoro benannt, welcher von 1893 bis 1897 Gouverneur der Provinz Corrientes war.

## Lage
Virasoro ist etwa 90 Kilometer von Posadas, der Hauptstadt der Provinz  Misiones, und 65 Kilometer von  Santo Tomé entfernt. Die Entfernung zur brasilianischen Grenze beträgt etwa 50 Kilometer.

## Verkehr
Die Stadt liegt an der Ruta Nacional 14, welche eine Hauptverkehrsachse an den Ostgrenzen Argentiniens darstellt. Es gibt einen Busbahnhof, welcher auf der  Fernbusroute zwischen Buenos Aires und der Provinz Missiones liegt.

## Wirtschaft
Die Region um Virasoro ist für den Tee und Mate-Anbau bekannt. Des Weiteren gibt es große Pinienforste, welche zur  Zellstoffherstellung genutzt werden.

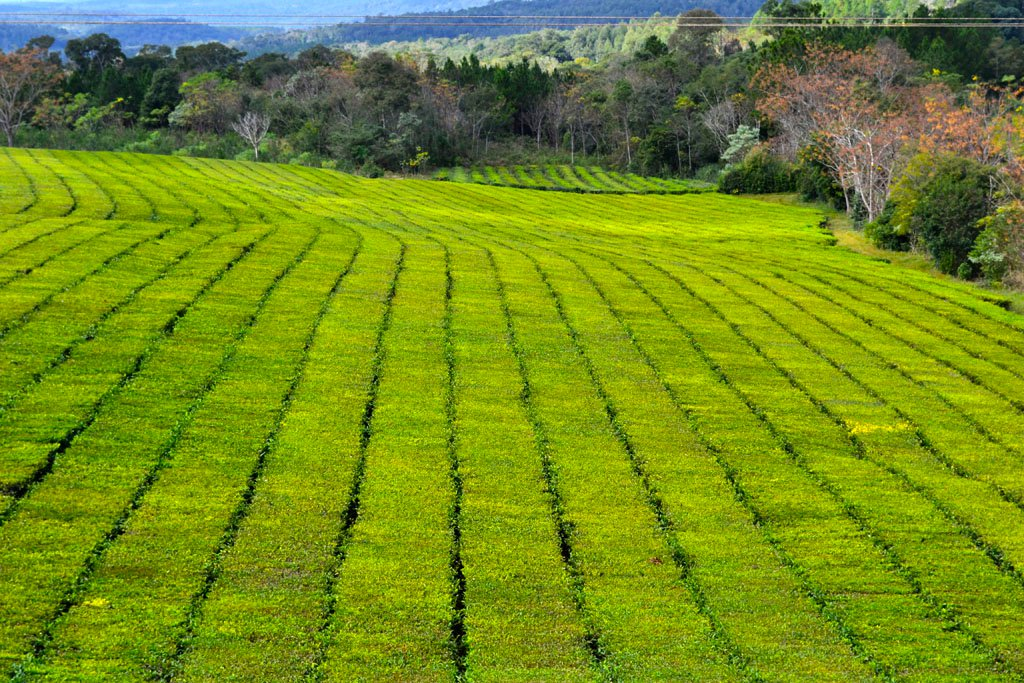
Tee-Plantagen in der Nähe von Virasoro
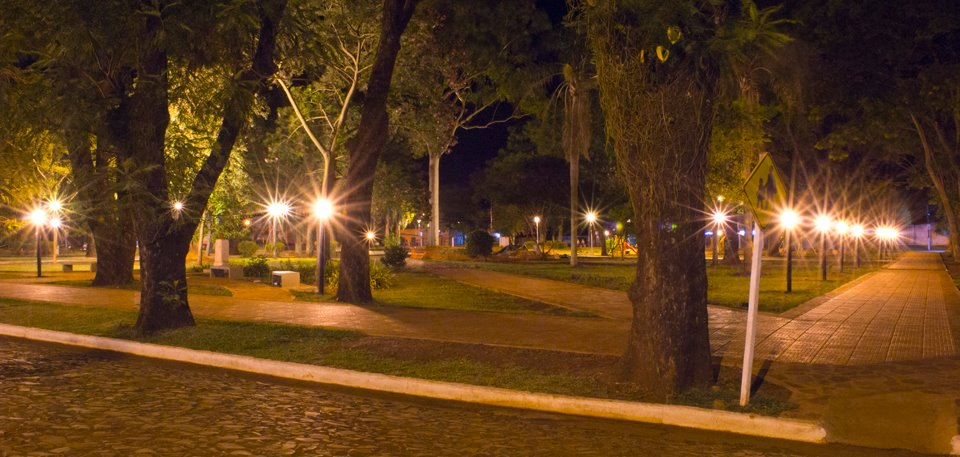
Die Plaza Libertad im Zentrum von Virasoro